# Christian Achenbach
Christian Achenbach (* 6. November 1978 in Siegen) ist ein deutscher Künstler.

## Leben
Christian Achenbach studierte von 2001 bis 2007 an der Hochschule der Künste Berlin. Er studierte zunächst bei Burkhardt Held, wechselte dann zu Daniel Richter und machte schließlich bei Anselm Reyle seinen Abschluss als Meisterschüler.
2008/2009 war er Artist in Residence der Statens Vaerksteder for Kunst og Design in Kopenhagen, Dänemark und 2016 Artist in Residence von „WhiteSpace/BlackBox“ in Neuchatel, Schweiz.
Christian Achenbach ist mit Jonas Burgert, Zhivago Duncan, Andreas Golder, John Isaacs, David Nicholson und Andreas Mühe Begründer der Künstlergruppe „Artistweekend“ und einer der Initiatoren der Ausstellungsreihe „NGORONGORO“.
Christian Achenbach wohnt und arbeitet in Berlin.

## Werk
Christian Achenbach ist ein Bildhauer und Maler. Mit seinen künstlerischen Wurzeln in der Kunstgeschichte des 20. Jahrhunderts komponiert Achenbach seine eigene ästhetische Sinfonie der bekannten Ismen in einer frischen postmodernen Perspektive. Achenbachs kreativer Prozess erinnert an die Welt der musikalischen Komposition, in der die Vielfalt der gewaltsam aufeinanderprallenden Farben und Formen die Verschiebung der Tonalität betont und dadurch eine Materialität des Klangs hervorruft.
Achenbach verbindet seine Liebe zur Musik mit der von Kandinsky, der einmal behauptete, er sehe Farben, wenn er Töne höre. Man kann argumentieren, dass die Kompositionen und malerischen Rhythmen beider Künstler den jeweiligen „Klängen“ einen bildnerischen Raum geben. Betrachtet man Achenbachs kunsthistorische Zitate genauer, so zeigt sich eine intelligente Auseinandersetzung mit der Moderne, genauer gesagt mit der Postmoderne.
Jedes Kunstwerk präsentiert die kindliche Freude und Freiheit von Achenbachs Arbeit mit einem immanenten Verweis auf die Geschichte der modernen Kunst. Die Moderne, der Dadaismus und der Kubismus sind unübersehbar in jedem Werk präsent, in dem kein zentrales Motiv zu finden ist, sondern geometrische Formen und Symbole sich rhizomatisch ineinander verschlingen. Ähnlich wie in der Musik, die Achenbach inspiriert, sind die klaren Konturen unscharf, die Farbpalette explosiv.
Arbeiten von Christian Achenbach sind in renommierten Sammlungen in Deutschland, der Schweiz, Dänemark, Holland, Italien, Großbritannien, den USA und Indien sowie in China und Abu Dhabi vertreten. Dazu gehören auch öffentliche Sammlungen wie das Arken Museum in Ishoj, Dänemark der das Arvind Museum in Ahmedabad, Indien.

## Einzelausstellungen (Auswahl)
- 2007: ...wenn das Licht angeht, Wendt & Friedmann Galerie, Berlin, Deutschland
- 2008: Zorlac, Wendt & Friedmann Galerie, Berlin, Deutschland
- 2008: Ghostwriter, LARMgalleri, Kopenhagen, Dänemark
- 2009: Lost and Found, LARMgalleri, Kopenhagen, Dänemark
- 2010: Le Peintre et son modéle, with Stefan Hirsig, Wendt & Friedmann Galerie, Berlin, Deutschland
- 2011: Opera – Paintings from Berlin, exhibition with Jonas Burgert, Galleria Mazzoli, Modena, Italien
- 2012: Bahomas, Städtisches Museum Engen, Deutschland
- 2012: Christian Achenbach, LARMgalleri, Kopenhagen, Dänemark
- 2012: Rien du Chien, Laden fuer Nichts, Leipzig, Deutschland
- 2013: Melatonin, Vendsyssel Kunstmuseum, Hjørring, Dänemark
- 2013: Melatonin, Kastrupgaard Samlingen, Kopenhagen, Dänemark
- 2014: Acupalco, Sexauer (Galerie), Berlin, Deutschland[6]
- 2015:  Shadows, LARMgalleri, Kopenhagen, Dänemark[7]
- 2015: Deus ex machina, Kunstraum Düsseldorf, Deutschland[8]
- 2016: Salon, WhiteSpaceBlackBox, Neuchâtel, Schweiz[9]
- 2017: Unique, Galleria Poggiali, Pietrasanta, Italien[10]
- 2017: Le Solan, Galerie Marc de Puechredon, Basel, Schweiz
- 2018: Kaleidoscope, Hans Alf Gallery, Kopenhagen, Dänemark[11]
- 2020: Isotopes, Hans Alf Gallery, Kopenhagen, Dänemark,[12]

## Publikationen
- 2008 Christian Achenbach, Wendt & Friedmann Galerie, 40 Seiten, ISBN 978-3-940351 01 2
- 2010 Opera, Galleria Mazzoli, 40 Seiten, broschiert
- 2012 Bahomas, Städtisches Museum Engen & Galerie, 88 Seiten, Softcover, ISBN 978-3-938816-10-3
- 2013 Melatonin, Kastrupgaardsamlingen Vendsyssel Kunstmuseum, 104 Seiten, gebunden, ISBN 978-87- 90475-11-6
- 2014 Acupalco, Sexauer Galerie, 64 Seiten, gebunden
- 2015 Deus ex Machina, Kunstraum Düsseldorf, 32 Seiten, broschiert
- 2016 Christian Achenbach, WhiteSpaceBlackBox, 32 Seiten, gebunden
- 2018 Kaleidoscope, Hans Alf Gallery, 64 Seiten, broschiert